# خیوون‌بروخ
خیوون‌بروخ (به هلندی: Geeuwenbrug) یک منطقهٔ مسکونی در هلند است که در وسترفلد واقع شده‌است. خیوون‌بروخ ۳۹۰ نفر جمعیت دارد.